# Nils Gustaf Nordenskjöld

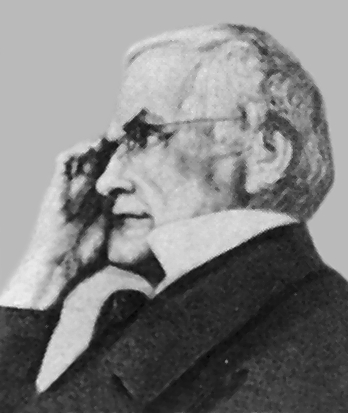
Nils Gustaf Nordenskjöld

Nils Gustaf Nordenskjöld (12. října 1792 Alikartano, Finsko – 21. února 1866 Helsinky) byl finský mineralog, otec polárního badatele, mineraloga a geologa Adolfa Erika Nordenskjölda.
V roce 1813 dokončil studia práv v Turku. Poté převážil jeho zájem o mineralogii, kterou studoval také ve Švédsku. Studium zakončil roku 1817 v Uppsale a byl jmenován důlním inspektorem ve Finsku. V letech 1820–1823 studoval mineralogii v Německu, Francii a Anglii.
Je považován za otce finské mineralogie. Jako první zkoumal meteorit a zjistil, že obsahuje stejné prvky, které se vyskytují na Zemi. Při zkoumání nerostů ve Finsku a Rusku objevil a popsal cca 20 nových minerálů, např. fenakit a alexandrit. Zajímal se také o dobu ledovou a zkoumal účinky vody a ledu na horniny. Organizoval geologický průzkum v jihozápadním Finsku, při kterém byla objevena nová ložiska minerálů. Jeho návrh na vydání geologické mapy Finska však nebyl realizován.
Byl členem mnoha vědeckých společností. V roce 1819 se stal členem korespondentem Ruské akademie věd, od roku 1853 také členem Královské švédská akademie věd.